# Alphabetische Liste der Asteroiden/T
| Alphabetische Liste der Asteroiden – T |                          |
| Nummer und Name                        | Gruppe / Typ             |
| (6897) Tabei                           | Hauptgürtel              |
| (7717) Tabeisshi                       | Hauptgürtel              |
| (84882) Table Mountain                 | Hauptgürtel              |
| (721) Tabora                           | Hauptgürtel              |
| (17607) Táborsko                       | Hauptgürtel              |
| (8006) Tacchini                        | Hauptgürtel              |
| (5141) Tachibana                       | Hauptgürtel              |
| (7028) Tachikawa                       | Hauptgürtel              |
| (3097) Tacitus                         | Hauptgürtel              |
| (14917) Taco                           | Hauptgürtel              |
| (4374) Tadamori                        | Hauptgürtel              |
| (2469) Tadjikistan                     | Hauptgürtel              |
| (281569) Taea                          | Hauptgürtel              |
| (19159) Taenakano                      | Hauptgürtel              |
| (164587) Taesch                        | Hauptgürtel              |
| (33596) Taesoolee                      | Hauptgürtel              |
| (38976) Taeve                          | Hauptgürtel              |
| (197856) Tafelmusik                    | Hauptgürtel              |
| (3997) Taga                            | Hauptgürtel              |
| (10555) Tagaharue                      | Hauptgürtel              |
| (18524) Tagatoshihiro                  | Hauptgürtel              |
| (7019) Tagayuichan                     | Hauptgürtel              |
| (16671) Tago                           | Hauptgürtel              |
| (7855) Tagore                          | Hauptgürtel              |
| (2739) Taguacipa                       | Hauptgürtel              |
| (4497) Taguchi                         | Hauptgürtel              |
| (29449) Taharbenjelloun                | Hauptgürtel              |
| (25817) Tahilramani                    | Hauptgürtel              |
| (269232) Tahin                         | Hauptgürtel              |
| (40227) Tahiti                         | Hauptgürtel              |
| (31943) Tahsinelmas                    | Hauptgürtel              |
| (6073) Tähtiseuraursa                  | Hauptgürtel              |
| (40409) Taichikato                     | Hauptgürtel              |
| (300892) Taichung                      | Hauptgürtel              |
| (28945) Taideding                      | Hauptgürtel              |
| (4407) Taihaku                         | Hauptgürtel              |
| (68021) Taiki                          | Hauptgürtel              |
| (7775) Taiko                           | Hauptgürtel              |
| (10364) Tainai                         | Hauptgürtel              |
| (187514) Tainan                        | Hauptgürtel              |
| (171381) Taipei                        | Hauptgürtel              |
| (6356) Tairov                          | Hauptgürtel              |
| (281561) Taitung                       | Hauptgürtel              |
| (2169) Taiwan                          | Hauptgürtel              |
| (9215) Taiyonoto                       | Hauptgürtel              |
| (178150) Taiyuinkwei                   | Hauptgürtel              |
| (2514) Taiyuan                         | Hauptgürtel              |
| (6274) Taizaburo                       | Hauptgürtel              |
| (100033) Taizé                         | Hauptgürtel              |
| (11376) Taizomuta                      | Hauptgürtel              |
| (12277) Tajimasatonokai                | Hauptgürtel              |
| (17651) Tajimi                         | Hauptgürtel              |
| (85267) Taj Mahal                      | Hauptgürtel              |
| (23741) Takaaki                        | Hauptgürtel              |
| (8204) Takabatake                      | Hauptgürtel              |
| (5403) Takachiho                       | Hauptgürtel              |
| (8942) Takagi                          | Hauptgürtel              |
| (8199) Takagitakeo                     | Hauptgürtel              |
| (5213) Takahashi                       | Hauptgürtel              |
| (48807) Takahata                       | Hauptgürtel              |
| (17462) Takahisa                       | Hauptgürtel              |
| (9947) Takaishuji                      | Hauptgürtel              |
| (8907) Takaji                          | Hauptgürtel              |
| (5578) Takakura                        | Hauptgürtel              |
| (10831) Takamagahara                   | Hauptgürtel              |
| (13224) Takamatsuda                    | Hauptgürtel              |
| (8720) Takamizawa                      | Hauptgürtel              |
| (55319) Takanashi                      | Hauptgürtel              |
| (9041) Takane                          | Hauptgürtel              |
| (8133) Takanochoei                     | Hauptgürtel              |
| (9208) Takanotoshi                     | Hauptgürtel              |
| (6104) Takao                           | Hauptgürtel              |
| (35286) Takaoakihiro                   | Hauptgürtel              |
| (10171) Takaotengu                     | Hauptgürtel              |
| (10166) Takarajima                     | Hauptgürtel              |
| (20102) Takasago                       | Hauptgürtel              |
| (2838) Takase                          | Hauptgürtel              |
| (6527) Takashiito                      | Hauptgürtel              |
| (6392) Takashimizuno                   | Hauptgürtel              |
| (19135) Takashionaka                   | Hauptgürtel              |
| (9642) Takatahiro                      | Hauptgürtel              |
| (6554) Takatsuguyoshida                | Hauptgürtel              |
| (4508) Takatsuki                       | Hauptgürtel              |
| (9128) Takatumuzi                      | Hauptgürtel              |
| (7263) Takayamada                      | Hauptgürtel              |
| (9080) Takayanagi                      | Hauptgürtel              |
| (8294) Takayuki                        | Hauptgürtel              |
| (8862) Takayukiota                     | Hauptgürtel              |
| (4965) Takeda                          | Hauptgürtel              |
| (8737) Takehiro                        | Hauptgürtel              |
| (7307) Takei                           | Hauptgürtel              |
| (7776) Takeishi                        | Hauptgürtel              |
| (9388) Takeno                          | Hauptgürtel              |
| (2767) Takenouchi                      | Hauptgürtel              |
| (19953) Takeo                          | Hauptgürtel              |
| (17615) Takeomasaru                    | Hauptgürtel              |
| (35265) Takeosaitou                    | Hauptgürtel              |
| (39686) Takeshihara                    | Hauptgürtel              |
| (5179) Takeshima                       | Hauptgürtel              |
| (6884) Takeshisato                     | Hauptgürtel              |
| (8526) Takeuchiyukou                   | Hauptgürtel              |
| (8706) Takeyama                        | Hauptgürtel              |
| (73936) Takeyamamoto                   | Hauptgürtel              |
| (7802) Takiguchi                       | Hauptgürtel              |
| (4887) Takihiroi                       | Hauptgürtel              |
| (5973) Takimoto                        | Hauptgürtel              |
| (17617) Takimotoikuo                   | Hauptgürtel              |
| (9975) Takimotokoso                    | Hauptgürtel              |
| (7592) Takinemachi                     | Hauptgürtel              |
| (23898) Takir                          | Hauptgürtel              |
| (6562) Takoyaki                        | Hauptgürtel              |
| (9574) Taku                            | Hauptgürtel              |
| (4672) Takuboku                        | Hauptgürtel              |
| (10449) Takuma                         | Hauptgürtel              |
| (17508) Takumadan                      | Hauptgürtel              |
| (10617) Takumi                         | Hauptgürtel              |
| (13643) Takushi                        | Hauptgürtel              |
| (94884) Takuya                         | Hauptgürtel              |
| (163153) Takuyaonishi                  | Hauptgürtel              |
| (30192) Talarterzian                   | Hauptgürtel              |
| (3151) Talbot                          | Hauptgürtel              |
| (32621) Talcott                        | Hauptgürtel              |
| (33154) Talent                         | Hauptgürtel              |
| (25193) Taliagreene                    | Hauptgürtel              |
| (172425) Taliajacobi                   | Marsbahnkreuzer          |
| (11201) Talich                         | Hauptgürtel              |
| (5902) Talima                          | Hauptgürtel              |
| (25482) Tallapragada                   | Hauptgürtel              |
| (35347) Tallinn                        | Hauptgürtel              |
| (5786) Talos                           | Apollo-Typ               |
| (3564) Talthybius                      | Jupiter-Trojaner         |
| (300300) TAM                           | Hauptgürtel              |
| (1089) Tama                            | Hauptgürtel              |
| (6411) Tamaga                          | Marsbahnkreuzer          |
| (13207) Tamagawa                       | Hauptgürtel              |
| (8432) Tamakasuga                      | Hauptgürtel              |
| (31061) Tamao                          | Hauptgürtel              |
| (326) Tamara                           | Hauptgürtel              |
| (11956) Tamarakate                     | Hauptgürtel              |
| (1084) Tamariwa                        | Hauptgürtel              |
| (4186) Tamashima                       | Hauptgürtel              |
| (3417) Tamblyn                         | Hauptgürtel              |
| (46824) Tambora                        | Hauptgürtel              |
| (4621) Tambov                          | Hauptgürtel              |
| (3121) Tamines                         | Hauptgürtel              |
| (18872) Tammann                        | Hauptgürtel              |
| (3403) Tammy                           | Hauptgürtel              |
| (5993) Tammydickinson                  | Hauptgürtel              |
| (12602) Tammytam                       | Hauptgürtel              |
| (9096) Tamotsu                         | Hauptgürtel              |
| (1497) Tampere                         | Hauptgürtel              |
| (2052) Tamriko                         | Hauptgürtel              |
| (17938) Tamsendrew                     | Hauptgürtel              |
| (28686) Tamsenprofit                   | Hauptgürtel              |
| (121313) Tamsin                        | Hauptgürtel              |
| (24889) Tamurahosinomura               | Hauptgürtel              |
| (5709) Tamyeunleung                    | Hauptgürtel              |
| (28963) Tamyiu                         | Hauptgürtel              |
| (1641) Tana                            | Hauptgürtel              |
| (6738) Tanabe                          | Hauptgürtel              |
| (12492) Tanais                         | Hauptgürtel              |
| (4387) Tanaka                          | Hauptgürtel              |
| (10300) Tanakadate                     | Hauptgürtel              |
| (29850) Tanakagyou                     | Hauptgürtel              |
| (9032) Tanakami                        | Hauptgürtel              |
| (5193) Tanakawataru                    | Hauptgürtel              |
| (10038) Tanaro                         | Hauptgürtel              |
| (30332) Tanaytandon                    | Hauptgürtel              |
| (5064) Tanchozuru                      | Hauptgürtel              |
| (12603) Tanchunghee                    | Hauptgürtel              |
| (5088) Tancredi                        | Hauptgürtel              |
| (361183) Tandon                        | Hauptgürtel              |
| (8866) Tanegashima                     | Hauptgürtel              |
| (9489) Tanemahuta                      | Hauptgürtel              |
| (772) Tanete                           | Hauptgürtel              |
| (1595) Tanga                           | Hauptgürtel              |
| (218914) Tangauchin                    | Hauptgürtel              |
| (33810) Tangirala                      | Hauptgürtel              |
| (273936) Tangjingchuan                 | Hauptgürtel              |
| (27257) Tang-Quan                      | Hauptgürtel              |
| (2778) Tangshan                        | Hauptgürtel              |
| (64295) Tangtisheng                    | Hauptgürtel              |
| (6932) Tanigawadake                    | Hauptgürtel              |
| (8571) Taniguchi                       | Hauptgürtel              |
| (88071) Taniguchijiro                  | Hauptgürtel              |
| (10117) Tanikawa                       | Hauptgürtel              |
| (825) Tanina                           | Hauptgürtel              |
| (5869) Tanith                          | Amor-Typ                 |
| (391947) Tanithlee                     | Hauptgürtel              |
| (3542) Tanjiazhen                      | Hauptgürtel              |
| (26549) Tankanran                      | Hauptgürtel              |
| (14843) Tanna                          | Hauptgürtel              |
| (13668) Tanner                         | Hauptgürtel              |
| (129321) Tannercampbell                | Hauptgürtel              |
| (12411) Tannokayo                      | Hauptgürtel              |
| (28419) Tanpitcha                      | Hauptgürtel              |
| (2102) Tantalus                        | Apollo-Typ               |
| (15295) Tante Riek                     | Hauptgürtel              |
| (15296) Tantetruus                     | Hauptgürtel              |
| (10154) Tanuki                         | Hauptgürtel              |
| (2127) Tanya                           | Hauptgürtel              |
| (26450) Tanyapetach                    | Hauptgürtel              |
| (31933) Tanyizhao                      | Hauptgürtel              |
| (28512) Tanyuan                        | Hauptgürtel              |
| (69971) Tanzi                          | Hauptgürtel              |
| (231346) Taofanlin                     | Hauptgürtel              |
| (46692) Taormina                       | Hauptgürtel              |
| (210030) Taoyuan                       | Hauptgürtel              |
| (12158) Tape                           | Hauptgürtel              |
| (1705) Tapio                           | Hauptgürtel              |
| (129259) Tapolca                       | Hauptgürtel              |
| (293878) Tapping                       | Hauptgürtel              |
| (5863) Tara                            | Amor-Typ                 |
| (30095) Tarabode                       | Amor-Typ                 |
| (6197) Taracho                         | Hauptgürtel              |
| (130128) Tarafisher                    | Hauptgürtel              |
| (5370) Taranis                         | Amor-Typ                 |
| (8798) Tarantino                       | Hauptgürtel              |
| (211172) Tarantola                     | Hauptgürtel              |
| (2995) Taratuta                        | Hauptgürtel              |
| (352148) Tarcisiozani                  | Hauptgürtel              |
| (3325) TARDIS                          | Hauptgürtel              |
| (6739) Tärendö                         | Hauptgürtel              |
| (32549) Taricco                        | Hauptgürtel              |
| (1360) Tarka                           | Hauptgürtel              |
| (3345) Tarkovskij                      | Hauptgürtel              |
| (13032) Tarn                           | Hauptgürtel              |
| (11119) Taro                           | Hauptgürtel              |
| (10158) Taroubou                       | Hauptgürtel              |
| (5058) Tarrega                         | Hauptgürtel              |
| (8472) Tarroni                         | Hauptgürtel              |
| (6510) Tarry                           | Hauptgürtel              |
| (39564) Tarsia                         | Hauptgürtel              |
| (4123) Tarsila                         | Hauptgürtel              |
| (13672) Tarski                         | Hauptgürtel              |
| (8888) Tartaglia                       | Hauptgürtel              |
| (21750) Tartakahashi                   | Hauptgürtel              |
| (74824) Tarter                         | Hauptgürtel              |
| (38250) Tartois                        | Hauptgürtel              |
| (35618) Tartu                          | Hauptgürtel              |
| (9580) Tarumi                          | Hauptgürtel              |
| (56329) Tarxien                        | Hauptgürtel              |
| (6873) Tasaka                          | Hauptgürtel              |
| (130078) Taschner                      | Hauptgürtel              |
| (8999) Tashadunn                       | Hauptgürtel              |
| (48799) Tashikuergan                   | Hauptgürtel              |
| (21117) Tashimaseizo                   | Hauptgürtel              |
| (13930) Tashko                         | Hauptgürtel              |
| (6594) Tasman                          | Hauptgürtel              |
| (115058) Tassantal                     | Hauptgürtel              |
| (12295) Tasso                          | Hauptgürtel              |
| (1109) Tata                            | Hauptgürtel              |
| (2668) Tataria                         | Hauptgürtel              |
| (17169) Tatarinov                      | Hauptgürtel              |
| (286162) Tatarka                       | Hauptgürtel              |
| (6663) Tatebayashi                     | Hauptgürtel              |
| (11149) Tateshina                      | Hauptgürtel              |
| (14621) Tati                           | Hauptgürtel              |
| (3517) Tatianicheva                    | Hauptgürtel              |
| (4786) Tatianina                       | Hauptgürtel              |
| (4235) Tatishchev                      | Hauptgürtel              |
| (769) Tatjana                          | Hauptgürtel              |
| (278141) Tatooine                      | Hauptgürtel              |
| (172269) Tator                         | Hauptgürtel              |
| (1989) Tatry                           | Hauptgürtel              |
| (23896) Tatsuaki                       | Hauptgürtel              |
| (12335) Tatsukushi                     | Hauptgürtel              |
| (2957) Tatsuo                          | Hauptgürtel              |
| (20040) Tatsuyamatsuyama               | Hauptgürtel              |
| (21949) Tatulian                       | Hauptgürtel              |
| (3748) Tatum                           | Hauptgürtel              |
| (12179) Taufiq                         | Hauptgürtel              |
| (581) Tauntonia                        | Hauptgürtel              |
| (10255) Taunus                         | Hauptgürtel              |
| (512) Taurinensis                      | Marsbahnkreuzer          |
| (814) Tauris                           | Hauptgürtel              |
| (2424) Tautenburg                      | Hauptgürtel              |
| (135561) Tautvaišienė                  | Hauptgürtel              |
| (314040) Tavannes                      | Hauptgürtel              |
| (2512) Tavastia                        | Hauptgürtel              |
| (12623) Tawaddud                       | Hauptgürtel              |
| (23922) Tawadros                       | Hauptgürtel              |
| (2603) Taylor                          | Hauptgürtel              |
| (34294) Taylordufford                  | Hauptgürtel              |
| (25184) Taylorgaines                   | Hauptgürtel              |
| (121352) Taylorhale                    | Hauptgürtel              |
| (21913) Taylorjones                    | Hauptgürtel              |
| (25266) Taylorkinyon                   | Hauptgürtel              |
| (28534) Taylorwilson                   | Hauptgürtel              |
| (8446) Tazieff                         | Hauptgürtel              |
| (2266) Tchaikovsky                     | Hauptgürtel              |
| (4440) Tchantchès                      | Hauptgürtel              |
| (453) Tea                              | Hauptgürtel              |
| (27412) Teague                         | Hauptgürtel              |
| (8299) Téaleoni                        | Hauptgürtel              |
| (14741) Teamequinox                    | Hauptgürtel              |
| (11212) Tebbutt                        | Hauptgürtel              |
| (19005) Teckman                        | Hauptgürtel              |
| (18858) Tecleveland                    | Hauptgürtel              |
| (7326) Tedbunch                        | Hauptgürtel              |
| (11202) Teddunham                      | Hauptgürtel              |
| (2882) Tedesco                         | Hauptgürtel              |
| (21446) Tedflint                       | Hauptgürtel              |
| (24918) Tedkooser                      | Hauptgürtel              |
| (17061) Tegler                         | Hauptgürtel              |
| (88611) Teharonhiawako                 | Transneptunisches Objekt |
| (17407) Teige                          | Hauptgürtel              |
| (8305) Teika                           | Hauptgürtel              |
| (8731) Tejima                          | Hauptgürtel              |
| (40994) Tekaridake                     | Hauptgürtel              |
| (604) Tekmessa                         | Hauptgürtel              |
| (1749) Telamon                         | Jupiter-Trojaner         |
| (5894) Telč                            | Hauptgürtel              |
| (7608) Telegramia                      | Hauptgürtel              |
| (163819) Teleki                        | Hauptgürtel              |
| (15913) Telemachus                     | Jupiter-Trojaner         |
| (4246) Telemann                        | Hauptgürtel              |
| (5264) Telephus                        | Jupiter-Trojaner         |
| (11278) Telesio                        | Hauptgürtel              |
| (6019) Telford                         | Hauptgürtel              |
| (16522) Tell                           | Hauptgürtel              |
| (5006) Teller                          | Hauptgürtel              |
| (2717) Tellervo                        | Hauptgürtel              |
| (9506) Telramund                       | Hauptgürtel              |
| (6432) Temirkanov                      | Hauptgürtel              |
| (3808) Tempel                          | Hauptgürtel              |
| (25920) Templeanne                     | Hauptgürtel              |
| (22928) Templehe                       | Hauptgürtel              |
| (155142) Tenagra                       | Hauptgürtel              |
| (5017) Tenchi                          | Hauptgürtel              |
| (384533) Tenerelli                     | Hauptgürtel              |
| (1399) Teneriffa                       | Hauptgürtel              |
| (22783) Teng                           | Hauptgürtel              |
| (2195) Tengström                       | Hauptgürtel              |
| (6302) Tengukogen                      | Hauptgürtel              |
| (85293) Tengzhou                       | Hauptgürtel              |
| (5018) Tenmu                           | Hauptgürtel              |
| (6664) Tennyo                          | Hauptgürtel              |
| (2774) Tenojoki                        | Hauptgürtel              |
| (4855) Tenpyou                         | Hauptgürtel              |
| (9783) Tensho-kan                      | Hauptgürtel              |
| (4645) Tentaikojo                      | Hauptgürtel              |
| (218752) Tentlingen                    | Hauptgürtel              |
| (18399) Tentoumushi                    | Hauptgürtel              |
| (6481) Tenzing                         | Hauptgürtel              |
| (13365) Tenzinyama                     | Hauptgürtel              |
| (308798) Teo                           | Hauptgürtel              |
| (65001) Teodorescu                     | Hauptgürtel              |
| (293477) Teotihuacan                   | Hauptgürtel              |
| (12852) Teply                          | Hauptgürtel              |
| (16528) Terakado                       | Hauptgürtel              |
| (28004) Terakawa                       | Hauptgürtel              |
| (5440) Terao                           | Hauptgürtel              |
| (16807) Terasako                       | Hauptgürtel              |
| (66454) Terezabeatriz                  | Hauptgürtel              |
| (23246) Terazono                       | Hauptgürtel              |
| (12327) Terbrüggen                     | Hauptgürtel              |
| (13265) Terbunkley                     | Hauptgürtel              |
| (345) Tercidina                        | Hauptgürtel              |
| (4813) Terebizh                        | Hauptgürtel              |
| (1189) Terentia                        | Hauptgürtel              |
| (19495) Terentyeva                     | Hauptgürtel              |
| (28599) Terenzoni                      | Hauptgürtel              |
| (11350) Teresa                         | Hauptgürtel              |
| (19477) Teresajentz                    | Hauptgürtel              |
| (133753) Teresamullen                  | Hauptgürtel              |
| (24084) Teresaswiger                   | Hauptgürtel              |
| (42295) Teresateng                     | Hauptgürtel              |
| (28129) Teresummers                    | Hauptgürtel              |
| (17608) Terezín                        | Hauptgürtel              |
| (478) Tergeste                         | Hauptgürtel              |
| (21477) Terikdaly                      | Hauptgürtel              |
| (31872) Terkán                         | Hauptgürtel              |
| (12135) Terlingen                      | Hauptgürtel              |
| (44027) Termain                        | Hauptgürtel              |
| (5654) Terni                           | Hauptgürtel              |
| (81) Terpsichore                       | Hauptgürtel              |
| (167010) Terracina                     | Hauptgürtel              |
| (2399) Terradas                        | Hauptgürtel              |
| (79912) Terrell                        | Hauptgürtel              |
| (34325) Terrencevale                   | Hauptgürtel              |
| (18800) Terresadodge                   | Hauptgürtel              |
| (26291) Terristaples                   | Hauptgürtel              |
| (21952) Terry                          | Hauptgürtel              |
| (30200) Terryburch                     | Hauptgürtel              |
| (6447) Terrycole                       | Hauptgürtel              |
| (26734) Terryfarrell                   | Hauptgürtel              |
| (9619) Terrygilliam                    | Hauptgürtel              |
| (16695) Terryhandley                   | Marsbahnkreuzer          |
| (9622) Terryjones                      | Hauptgürtel              |
| (34398) Terryschmidt                   | Hauptgürtel              |
| (100077) Tertzakian                    | Hauptgürtel              |
| (11861) Teruhime                       | Hauptgürtel              |
| (32288) Terui                          | Hauptgürtel              |
| (8419) Terumikazumi                    | Hauptgürtel              |
| (5924) Teruo                           | Hauptgürtel              |
| (72012) Terute                         | Hauptgürtel              |
| (24919) Teruyoshi                      | Hauptgürtel              |
| (199677) Terzani                       | Hauptgürtel              |
| (38674) Těšínsko                       | Hauptgürtel              |
| (2244) Tesla                           | Hauptgürtel              |
| (352760) Tesorero                      | Hauptgürtel              |
| (11667) Testa                          | Hauptgürtel              |
| (15374) Teta                           | Hauptgürtel              |
| (8598) Tetrix                          | Hauptgürtel              |
| (20854) Tetruashvily                   | Hauptgürtel              |
| (7439) Tetsufuse                       | Hauptgürtel              |
| (8231) Tetsujiyamada                   | Hauptgürtel              |
| (8393) Tetsumasakamoto                 | Hauptgürtel              |
| (14501) Tetsuokojima                   | Hauptgürtel              |
| (17501) Tetsuro                        | Hauptgürtel              |
| (4343) Tetsuya                         | Hauptgürtel              |
| (110742) Tetuokudo                     | Hauptgürtel              |
| (2797) Teucer                          | Jupiter-Trojaner         |
| (10661) Teutoburgerwald                | Hauptgürtel              |
| (1044) Teutonia                        | Hauptgürtel              |
| (16020) Tevelde                        | Hauptgürtel              |
| (12855) Tewksbury                      | Hauptgürtel              |
| (35352) Texas                          | Hauptgürtel              |
| (3765) Texereau                        | Hauptgürtel              |
| (4932) Texstapa                        | Hauptgürtel              |
| (30252) Textorisová                    | Hauptgürtel              |
| (1980) Tezcatlipoca                    | Amor-Typ                 |
| (3998) Tezuka                          | Hauptgürtel              |
| (30070) Thabitpulak                    | Hauptgürtel              |
| (95939) Thagnesland                    | Hauptgürtel              |
| (1236) Thaïs                           | Hauptgürtel              |
| (20301) Thakur                         | Hauptgürtel              |
| (6001) Thales                          | Hauptgürtel              |
| (23) Thalia                            | Hauptgürtel              |
| (22503) Thalpius                       | Jupiter-Trojaner         |
| (16481) Thames                         | Hauptgürtel              |
| (31939) Thananon                       | Hauptgürtel              |
| (21956) Thangada                       | Hauptgürtel              |
| (31618) Tharakan                       | Hauptgürtel              |
| (5408) Thé                             | Hauptgürtel              |
| (13775) Thébault                       | Hauptgürtel              |
| (16212) Theberge                       | Hauptgürtel              |
| (586) Thekla                           | Hauptgürtel              |
| (10865) Thelmaruby                     | Hauptgürtel              |
| (11091) Thelonious                     | Hauptgürtel              |
| (24) Themis                            | Hauptgürtel              |
| (1625) The NORC                        | Hauptgürtel              |
| (778) Theobalda                        | Hauptgürtel              |
| (440) Theodora                         | Hauptgürtel              |
| (22734) Theojones                      | Hauptgürtel              |
| (65583) Theoklymenos                   | Jupiter-Trojaner         |
| (5041) Theotes                         | Jupiter-Trojaner         |
| (16118) Therberens                     | Hauptgürtel              |
| (15918) Thereluzia                     | Hauptgürtel              |
| (28665) Theresafultz                   | Hauptgürtel              |
| (22784) Theresaoei                     | Hauptgürtel              |
| (295) Theresia                         | Hauptgürtel              |
| (32532) Thereus                        | Zentaur                  |
| (1545) Thernöe                         | Hauptgürtel              |
| (9817) Thersander                      | Jupiter-Trojaner         |
| (11509) Thersilochos                   | Jupiter-Trojaner         |
| (1868) Thersites                       | Jupiter-Trojaner         |
| (1161) Thessalia                       | Hauptgürtel              |
| (4902) Thessandrus                     | Jupiter-Trojaner         |
| (17) Thetis                            | Hauptgürtel              |
| (45300) Thewrewk                       | Hauptgürtel              |
| (405) Thia                             | Hauptgürtel              |
| (23262) Thiagoolson                    | Hauptgürtel              |
| (4173) Thicksten                       | Hauptgürtel              |
| (1586) Thiele                          | Hauptgürtel              |
| (17882) Thielemann                     | Hauptgürtel              |
| (164006) Thierry                       | Hauptgürtel              |
| (9376) Thionville                      | Hauptgürtel              |
| (14937) Thirsk                         | Hauptgürtel              |
| (88) Thisbe                            | Hauptgürtel              |
| (378721) Thizy                         | Hauptgürtel              |
| (4834) Thoas                           | Jupiter-Trojaner         |
| (12671) Thörnqvist                     | Hauptgürtel              |
| (3255) Tholen                          | Marsbahnkreuzer          |
| (5492) Thoma                           | Hauptgürtel              |
| (1023) Thomana                         | Hauptgürtel              |
| (2555) Thomas                          | Hauptgürtel              |
| (245158) Thomasandrews                 | Hauptgürtel              |
| (73687) Thomas Aquinas                 | Hauptgürtel              |
| (33201) Thomasartiss                   | Hauptgürtel              |
| (25176) Thomasaunins                   | Hauptgürtel              |
| (24328) Thomasburr                     | Hauptgürtel              |
| (4830) Thomascooley                    | Hauptgürtel              |
| (25190) Thomasgoodin                   | Hauptgürtel              |
| (24074) Thomasjohnson                  | Hauptgürtel              |
| (33466) Thomaslarson                   | Hauptgürtel              |
| (23054) Thomaslynch                    | Hauptgürtel              |
| (37630) Thomasmore                     | Hauptgürtel              |
| (8793) Thomasmüller                    | Hauptgürtel              |
| (25617) Thomasnesch                    | Hauptgürtel              |
| (328432) Thomasposch                   | Hauptgürtel              |
| (10973) Thomasreiter                   | Hauptgürtel              |
| (117386) Thomasschlapkohl              | Hauptgürtel              |
| (26679) Thomassilver                   | Hauptgürtel              |
| (52604) Thomayer                       | Hauptgürtel              |
| (23019) Thomgregory                    | Hauptgürtel              |
| (11746) Thomjansen                     | Hauptgürtel              |
| (25166) Thompson                       | Hauptgürtel              |
| (2064) Thomsen                         | Marsbahnkreuzer          |
| (26430) Thomwilkason                   | Hauptgürtel              |
| (9491) Thooft                          | Hauptgürtel              |
| (299) Thora                            | Hauptgürtel              |
| (44597) Thoreau                        | Hauptgürtel              |
| (3717) Thorenia                        | Hauptgürtel              |
| (6257) Thorvaldsen                     | Hauptgürtel              |
| (5548) Thosharriot                     | Hauptgürtel              |
| (20686) Thottumkara                    | Hauptgürtel              |
| (13240) Thouvay                        | Hauptgürtel              |
| (4098) Thraen                          | Hauptgürtel              |
| (3801) Thrasymedes                     | Jupiter-Trojaner         |
| (10137) Thucydides                     | Hauptgürtel              |
| (18568) Thuillot                       | Hauptgürtel              |
| (279) Thule                            | Hauptgürtel              |
| (12379) Thulin                         | Hauptgürtel              |
| (16626) Thumper                        | Hauptgürtel              |
| (13982) Thunberg                       | Hauptgürtel              |
| (10244) Thüringer Wald                 | Hauptgürtel              |
| (934) Thüringia                        | Hauptgürtel              |
| (42191) Thurmann                       | Hauptgürtel              |
| (219) Thusnelda                        | Hauptgürtel              |
| (14792) Thyestes                       | Jupiter-Trojaner         |
| (23749) Thygesen                       | Hauptgürtel              |
| (55702) Thymoitos                      | Jupiter-Trojaner         |
| (115) Thyra                            | Hauptgürtel              |
| (20571) Tiamorrison                    | Hauptgürtel              |
| (15083) Tianhuili                      | Hauptgürtel              |
| (2209) Tianjin                         | Hauptgürtel              |
| (239593) Tianwenbang                   | Hauptgürtel              |
| (9668) Tianyahaijiao                   | Hauptgürtel              |
| (33582) Tiashajoardar                  | Hauptgürtel              |
| (4349) Tibúrcio                        | Hauptgürtel              |
| (5757) Tichá                           | Hauptgürtel              |
| (47164) Ticino                         | Hauptgürtel              |
| (5971) Tickell                         | Hauptgürtel              |
| (8056) Tieck                           | Hauptgürtel              |
| (3643) Tienchanglin                    | Hauptgürtel              |
| (43775) Tiepolo                        | Hauptgürtel              |
| (74625) Tieproject                     | Hauptgürtel              |
| (2158) Tietjen                         | Hauptgürtel              |
| (21641) Tiffanyko                      | Hauptgürtel              |
| (12087) Tiffanylin                     | Hauptgürtel              |
| (30330) Tiffanysun                     | Hauptgürtel              |
| (12601) Tiffanyswann                   | Hauptgürtel              |
| (753) Tiflis                           | Hauptgürtel              |
| (17768) Tigerlily                      | Hauptgürtel              |
| (13096) Tigris                         | Hauptgürtel              |
| (217398) Tihany                        | Hauptgürtel              |
| (9565) Tikhonov                        | Hauptgürtel              |
| (2251) Tikhov                          | Hauptgürtel              |
| (21650) Tilgner                        | Hauptgürtel              |
| (1229) Tilia                           | Hauptgürtel              |
| (3272) Tillandz                        | Hauptgürtel              |
| (27087) Tillmannmohr                   | Hauptgürtel              |
| (20002) Tillysmith                     | Hauptgürtel              |
| (302542) Tilmann                       | Hauptgürtel              |
| (12062) Tilmanspohn                    | Hauptgürtel              |
| (316042) Tilofranz                     | Hauptgürtel              |
| (603) Timandra                         | Hauptgürtel              |
| (6621) Timchuk                         | Hauptgürtel              |
| (251625) Timconrow                     | Hauptgürtel              |
| (16124) Timdong                        | Hauptgürtel              |
| (75072) Timerskine                     | Hauptgürtel              |
| (9276) Timgrove                        | Hauptgürtel              |
| (130066) Timhaltigin                   | Hauptgürtel              |
| (25960) Timheckman                     | Hauptgürtel              |
| (4961) Timherder                       | Hauptgürtel              |
| (6398) Timhunter                       | Hauptgürtel              |
| (6082) Timiryazev                      | Hauptgürtel              |
| (7007) Timjull                         | Hauptgürtel              |
| (163119) Timmckay                      | Hauptgürtel              |
| (12626) Timmerman                      | Hauptgürtel              |
| (29770) Timmpiper                      | Hauptgürtel              |
| (24372) Timobauman                     | Hauptgürtel              |
| (13174) Timossi                        | Hauptgürtel              |
| (24123) Timothychang                   | Hauptgürtel              |
| (22722) Timothycooper                  | Hauptgürtel              |
| (84943) Timothylinn                    | Hauptgürtel              |
| (28781) Timothylohr                    | Hauptgürtel              |
| (166748) Timrayschneider               | Hauptgürtel              |
| (29787) Timrenier                      | Hauptgürtel              |
| (3238) Timresovia                      | Hauptgürtel              |
| (50718) Timrobertson                   | Hauptgürtel              |
| (28208) Timtrippel                     | Hauptgürtel              |
| (4056) Timwarner                       | Hauptgürtel              |
| (1222) Tina                            | Hauptgürtel              |
| (26261) Tinafreeman                    | Hauptgürtel              |
| (24240) Tinagal                        | Hauptgürtel              |
| (23071) Tinaliu                        | Hauptgürtel              |
| (10434) Tinbergen                      | Hauptgürtel              |
| (1933) Tinchen                         | Hauptgürtel              |
| (687) Tinette                          | Hauptgürtel              |
| (8679) Tingstäde                       | Hauptgürtel              |
| (2886) Tinkaping                       | Hauptgürtel              |
| (22830) Tinker                         | Hauptgürtel              |
| (16676) Tinne                          | Hauptgürtel              |
| (9906) Tintoretto                      | Hauptgürtel              |
| (25020) Tinyacheng                     | Hauptgürtel              |
| (20896) Tiphene                        | Hauptgürtel              |
| (7544) Tipografiyanauka                | Hauptgürtel              |
| (4081) Tippett                         | Hauptgürtel              |
| (1400) Tirela                          | Hauptgürtel              |
| (4648) Tirion                          | Hauptgürtel              |
| (6439) Tirol                           | Hauptgürtel              |
| (9009) Tirso                           | Hauptgürtel              |
| (267) Tirza                            | Hauptgürtel              |
| (48425) Tischendorf                    | Hauptgürtel              |
| (129879) Tishasaltzman                 | Hauptgürtel              |
| (466) Tisiphone                        | Hauptgürtel              |
| (3663) Tisserand                       | Hauptgürtel              |
| (13121) Tisza                          | Hauptgürtel              |
| (593) Titania                          | Hauptgürtel              |
| (238817) Titeuf                        | Hauptgürtel              |
| (6998) Tithonus                        | Jupiter-Trojaner         |
| (1801) Titicaca                        | Hauptgürtel              |
| (1998) Titius                          | Hauptgürtel              |
| (1550) Tito                            | Hauptgürtel              |
| (114987) Tittel                        | Hauptgürtel              |
| (12133) Titulaer                       | Hauptgürtel              |
| (9508) Titurel                         | Hauptgürtel              |
| (9905) Tiziano                         | Hauptgürtel              |
| (10435) Tjeerd                         | Hauptgürtel              |
| (137052) Tjelvar                       | Apollo-Typ               |
| (732) Tjilaki                          | Hauptgürtel              |
| (3090) Tjossem                         | Hauptgürtel              |
| (181249) Tkachenko                     | Hauptgürtel              |
| (15651) Tlepolemos                     | Jupiter-Trojaner         |
| (29858) Tlomak                         | Hauptgürtel              |
| (10012) Tmutarakania                   | Hauptgürtel              |
| (23685) Toaldo                         | Hauptgürtel              |
| (16157) Toastmasters                   | Hauptgürtel              |
| (3935) Toatenmongakkai                 | Hauptgürtel              |
| (46596) Tobata                         | Hauptgürtel              |
| (13335) Tobiaswolf                     | Hauptgürtel              |
| (13125) Tobolsk                        | Hauptgürtel              |
| (19731) Tochigi                        | Hauptgürtel              |
| (6049) Toda                            | Hauptgürtel              |
| (18880) Toddblumberg                   | Hauptgürtel              |
| (15107) Toepperwein                    | Hauptgürtel              |
| (11308) Tofta                          | Hauptgürtel              |
| (9277) Togashi                         | Hauptgürtel              |
| (23547) Tognelli                       | Hauptgürtel              |
| (23649) Tohoku                         | Hauptgürtel              |
| (9743) Tohru                           | Hauptgürtel              |
| (16497) Toinevermeylen                 | Hauptgürtel              |
| (2478) Tokai                           | Hauptgürtel              |
| (209791) Tokaj                         | Hauptgürtel              |
| (10159) Tokara                         | Hauptgürtel              |
| (5069) Tokeidai                        | Hauptgürtel              |
| (14314) Tokigawa                       | Hauptgürtel              |
| (37786) Tokikonaruko                   | Hauptgürtel              |
| (498) Tokio                            | Hauptgürtel              |
| (4488) Tokitada                        | Hauptgürtel              |
| (4748) Tokiwagozen                     | Hauptgürtel              |
| (7038) Tokorozawa                      | Hauptgürtel              |
| (7160) Tokunaga                        | Hauptgürtel              |
| (19707) Tokunai                        | Hauptgürtel              |
| (6383) Tokushima                       | Hauptgürtel              |
| (26887) Tokyogiants                    | Hauptgürtel              |
| (4288) Tokyotech                       | Hauptgürtel              |
| (7947) Toland                          | Hauptgürtel              |
| (212998) Tolbachik                     | Hauptgürtel              |
| (29650) Toldy                          | Hauptgürtel              |
| (24665) Tolerantia                     | Hauptgürtel              |
| (42479) Tolik                          | Hauptgürtel              |
| (2675) Tolkien                         | Hauptgürtel              |
| (2326) Tololo                          | Hauptgürtel              |
| (138) Tolosa                           | Hauptgürtel              |
| (3357) Tolstikov                       | Hauptgürtel              |
| (4739) Tomahrens                       | Hauptgürtel              |
| (11500) Tomaiyowit                     | Apollo-Typ               |
| (123647) Tomáško                       | Hauptgürtel              |
| (14351) Tomaskohout                    | Hauptgürtel              |
| (7767) Tomatic                         | Hauptgürtel              |
| (32085) Tomback                        | Hauptgürtel              |
| (120191) Tombagg                       | Hauptgürtel              |
| (35769) Tombauer                       | Hauptgürtel              |
| (1604) Tombaugh                        | Hauptgürtel              |
| (1013) Tombecka                        | Hauptgürtel              |
| (16878) Tombickler                     | Hauptgürtel              |
| (7648) Tomboles                        | Hauptgürtel              |
| (10483) Tomburns                       | Hauptgürtel              |
| (96268) Tomcarr                        | Hauptgürtel              |
| (62503) Tomcave                        | Hauptgürtel              |
| (129307) Tomconnors                    | Hauptgürtel              |
| (12139) Tomcowling                     | Hauptgürtel              |
| (2443) Tomeileen                       | Hauptgürtel              |
| (5966) Tomeko                          | Hauptgürtel              |
| (4897) Tomhamilton                     | Hauptgürtel              |
| (12818) Tomhanks                       | Hauptgürtel              |
| (30882) Tomhenning                     | Hauptgürtel              |
| (25153) Tomhockey                      | Hauptgürtel              |
| (13582) Tominari                       | Hauptgürtel              |
| (7186) Tomioka                         | Hauptgürtel              |
| (7021) Tomiokamachi                    | Hauptgürtel              |
| (2391) Tomita                          | Hauptgürtel              |
| (8400) Tomizo                          | Hauptgürtel              |
| (12919) Tomjohnson                     | Hauptgürtel              |
| (10828) Tomjones                       | Hauptgürtel              |
| (87954) Tomkaye                        | Hauptgürtel              |
| (303909) Tomknops                      | Hauptgürtel              |
| (20323) Tomlindstom                    | Hauptgürtel              |
| (10108) Tomlinson                      | Hauptgürtel              |
| (4653) Tommaso                         | Hauptgürtel              |
| (129801) Tommcmahon                    | Hauptgürtel              |
| (89735) Tommei                         | Hauptgürtel              |
| (14395) Tommorgan                      | Hauptgürtel              |
| (12309) Tommygrav                      | Hauptgürtel              |
| (163639) Tomnash                       | Hauptgürtel              |
| (4896) Tomoegozen                      | Hauptgürtel              |
| (6570) Tomohiro                        | Hauptgürtel              |
| (29450) Tomohiroohno                   | Hauptgürtel              |
| (9100) Tomohisa                        | Hauptgürtel              |
| (6101) Tomoki                          | Hauptgürtel              |
| (22106) Tomokoarai                     | Hauptgürtel              |
| (12387) Tomokofujiwara                 | Hauptgürtel              |
| (6919) Tomonaga                        | Hauptgürtel              |
| (24093) Tomoyamaguchi                  | Hauptgürtel              |
| (330420) Tomroman                      | Hauptgürtel              |
| (60614) Tomshea                        | Hauptgürtel              |
| (4931) Tomsk                           | Hauptgürtel              |
| (91888) Tomskilling                    | Hauptgürtel              |
| (5098) Tomsolomon                      | Hauptgürtel              |
| (114689) Tomstevens                    | Hauptgürtel              |
| (14941) Tomswift                       | Hauptgürtel              |
| (133716) Tomtourville                  | Hauptgürtel              |
| (9702) Tomvandijk                      | Hauptgürtel              |
| (5434) Tomwhitney                      | Hauptgürtel              |
| (590) Tomyris                          | Hauptgürtel              |
| (25835) Tomzega                        | Hauptgürtel              |
| (1266) Tone                            | Hauptgürtel              |
| (6927) Tonegawa                        | Hauptgürtel              |
| (16736) Tongariyama                    | Hauptgürtel              |
| (23880) Tongil                         | Hauptgürtel              |
| (26448) Tongjili                       | Hauptgürtel              |
| (19002) Tongkexue                      | Hauptgürtel              |
| (12418) Tongling                       | Hauptgürtel              |
| (24977) Tongzhan                       | Hauptgürtel              |
| (924) Toni                             | Hauptgürtel              |
| (7229) Tonimoore                       | Hauptgürtel              |
| (18991) Tonivanov                      | Hauptgürtel              |
| (24070) Toniwest                       | Hauptgürtel              |
| (12639) Tonkoopman                     | Hauptgürtel              |
| (8192) Tonucci                         | Hauptgürtel              |
| (95928) Tonycook                       | Hauptgürtel              |
| (133746) Tonyferro                     | Hauptgürtel              |
| (26668) Tonyho                         | Hauptgürtel              |
| (112900) Tonyhoffman                   | Hauptgürtel              |
| (69260) Tonyjudt                       | Marsbahnkreuzer          |
| (43224) Tonypensa                      | Hauptgürtel              |
| (36177) Tonysharon                     | Hauptgürtel              |
| (6487) Tonyspear                       | Marsbahnkreuzer          |
| (8380) Tooting                         | Hauptgürtel              |
| (13079) Toots                          | Hauptgürtel              |
| (54439) Topeka                         | Hauptgürtel              |
| (33462) Tophergee                      | Hauptgürtel              |
| (25152) Toplis                         | Hauptgürtel              |
| (6514) Torahiko                        | Hauptgürtel              |
| (18996) Torasan                        | Hauptgürtel              |
| (13995) Tõravere                       | Hauptgürtel              |
| (6577) Torbenwolff                     | Hauptgürtel              |
| (29307) Torbernbergman                 | Hauptgürtel              |
| (16675) Torii                          | Hauptgürtel              |
| (9523) Torino                          | Hauptgürtel              |
| (1471) Tornio                          | Hauptgürtel              |
| (1685) Toro                            | Apollo-Typ               |
| (10538) Torode                         | Hauptgürtel              |
| (2104) Toronto                         | Hauptgürtel              |
| (8777) Torquata                        | Hauptgürtel              |
| (8773) Torquilla                       | Hauptgürtel              |
| (2614) Torrence                        | Hauptgürtel              |
| (20696) Torresduarte                   | Hauptgürtel              |
| (7437) Torricelli                      | Hauptgürtel              |
| (45685) Torrycoppin                    | Hauptgürtel              |
| (2687) Tortali                         | Hauptgürtel              |
| (12999) Toruń                          | Hauptgürtel              |
| (9108) Toruyusa                        | Hauptgürtel              |
| (9793) Torvalds                        | Hauptgürtel              |
| (3150) Tosa                            | Hauptgürtel              |
| (6778) Tosamakoto                      | Hauptgürtel              |
| (207563) Toscana                       | Hauptgürtel              |
| (8209) Toscanelli                      | Hauptgürtel              |
| (96086) Toscanos                       | Hauptgürtel              |
| (4441) Toshie                          | Hauptgürtel              |
| (8295) Toshifukushima                  | Hauptgürtel              |
| (23886) Toshihamane                    | Hauptgürtel              |
| (7027) Toshihanda                      | Hauptgürtel              |
| (10319) Toshiharu                      | Hauptgürtel              |
| (9098) Toshihiko                       | Hauptgürtel              |
| (23743) Toshikasuga                    | Hauptgürtel              |
| (14963) Toshikazu                      | Hauptgürtel              |
| (5877) Toshimaihara                    | Hauptgürtel              |
| (5939) Toshimayeda                     | Hauptgürtel              |
| (26500) Toshiohino                     | Hauptgürtel              |
| (7487) Toshitanaka                     | Hauptgürtel              |
| (8424) Toshitsumita                    | Hauptgürtel              |
| (24157) Toshiyanagisawa                | Hauptgürtel              |
| (96348) Toshiyukimariko                | Hauptgürtel              |
| (11321) Tosimatumoto                   | Hauptgürtel              |
| (21275) Tosiyasu                       | Hauptgürtel              |
| (13334) Tost                           | Hauptgürtel              |
| (8770) Totanus                         | Hauptgürtel              |
| (10160) Totoro                         | Hauptgürtel              |
| (4720) Tottori                         | Hauptgürtel              |
| (19251) Totziens                       | Hauptgürtel              |
| (16725) Toudono                        | Hauptgürtel              |
| (15857) Touji                          | Hauptgürtel              |
| (11506) Toulouse-Lautrec               | Hauptgürtel              |
| (27896) Tourminator                    | Hauptgürtel              |
| (31266) Tournefort                     | Hauptgürtel              |
| (327082) Tournesol                     | Hauptgürtel              |
| (31190) Toussaint                      | Hauptgürtel              |
| (4179) Toutatis                        | Apollo-Typ               |
| (5740) Toutoumi                        | Hauptgürtel              |
| (278197) Touvron                       | Hauptgürtel              |
| (2787) Tovarishch                      | Hauptgürtel              |
| (3934) Tove                            | Hauptgürtel              |
| (51415) Tovinder                       | Hauptgürtel              |
| (27457) Tovinkere                      | Hauptgürtel              |
| (4880) Tovstonogov                     | Hauptgürtel              |
| (6131) Towen                           | Hauptgürtel              |
| (33453) Townley                        | Hauptgürtel              |
| (7781) Townsend                        | Hauptgürtel              |
| (6990) Toya                            | Hauptgürtel              |
| (12357) Toyako                         | Hauptgürtel              |
| (6381) Toyama                          | Hauptgürtel              |
| (4691) Toyen                           | Hauptgürtel              |
| (7401) Toynbee                         | Hauptgürtel              |
| (4714) Toyohiro                        | Hauptgürtel              |
| (9060) Toyokawa                        | Hauptgürtel              |
| (10767) Toyomasu                       | Hauptgürtel              |
| (3533) Toyota                          | Hauptgürtel              |
| (21348) Toyoteru                       | Hauptgürtel              |
| (6011) Tozzi                           | Hauptgürtel              |
| (20536) Tracicarter                    | Hauptgürtel              |
| (3532) Tracie                          | Hauptgürtel              |
| (26471) Tracybecker                    | Marsbahnkreuzer          |
| (32406) Tracyhughes                    | Hauptgürtel              |
| (30097) Traino                         | Hauptgürtel              |
| (7445) Trajanus                        | Marsbahnkreuzer          |
| (294664) Trakai                        | Hauptgürtel              |
| (318412) Tramelan                      | Hauptgürtel              |
| (35725) Tramuntana                     | Hauptgürtel              |
| (32533) Tranpham                       | Hauptgürtel              |
| (715) Transvaalia                      | Hauptgürtel              |
| (1537) Transylvania                    | Hauptgürtel              |
| (5968) Trauger                         | Hauptgürtel              |
| (5651) Traversa                        | Hauptgürtel              |
| (36187) Travisbarman                   | Hauptgürtel              |
| (208917) Traviscarter                  | Hauptgürtel              |
| (26502) Traviscole                     | Hauptgürtel              |
| (211377) Travisturbyfill               | Hauptgürtel              |
| (48638) Trebic                         | Hauptgürtel              |
| (3735) Třeboň                          | Hauptgürtel              |
| (142408) Trebur                        | Hauptgürtel              |
| (25375) Treenajoi                      | Hauptgürtel              |
| (7266) Trefftz                         | Hauptgürtel              |
| (13494) Treiso                         | Hauptgürtel              |
| (3830) Trelleborg                      | Hauptgürtel              |
| (3806) Tremaine                        | Hauptgürtel              |
| (11936) Tremolizzo                     | Hauptgürtel              |
| (17489) Trenker                        | Hauptgürtel              |
| (41279) Trentman                       | Hauptgürtel              |
| (3339) Treshnikov                      | Hauptgürtel              |
| (19994) Tresini                        | Hauptgürtel              |
| (24387) Trettel                        | Hauptgürtel              |
| (16715) Trettenero                     | Hauptgürtel              |
| (3925) Tret’yakov                      | Hauptgürtel              |
| (22831) Trevanvoorth                   | Hauptgürtel              |
| (13716) Trevino                        | Hauptgürtel              |
| (3465) Trevires                        | Hauptgürtel              |
| (13268) Trevorcorbin                   | Hauptgürtel              |
| (20784) Trevorpowers                   | Hauptgürtel              |
| (10346) Triathlon                      | Hauptgürtel              |
| (619) Triberga                         | Hauptgürtel              |
| (9937) Triceratops                     | Hauptgürtel              |
| (31189) Tricomi                        | Hauptgürtel              |
| (6891) Triconia                        | Hauptgürtel              |
| (281140) Trier                         | Hauptgürtel              |
| (65692) Trifu                          | Hauptgürtel              |
| (2522) Triglav                         | Hauptgürtel              |
| (8325) Trigo-Rodriguez                 | Hauptgürtel              |
| (20362) Trilling                       | Hauptgürtel              |
| (355022) Triman                        | Hauptgürtel              |
| (2990) Trimberger                      | Hauptgürtel              |
| (9271) Trimble                         | Hauptgürtel              |
| (20342) Trinh                          | Hauptgürtel              |
| (29799) Trinirussell                   | Hauptgürtel              |
| (24204) Trinkle                        | Hauptgürtel              |
| (25819) Tripathi                       | Hauptgürtel              |
| (2037) Tripaxeptalis                   | Hauptgürtel              |
| (21958) Tripuraneni                    | Hauptgürtel              |
| (4287) Třísov                          | Hauptgürtel              |
| (1966) Tristan                         | Hauptgürtel              |
| (14959) TRIUMF                         | Hauptgürtel              |
| (28130) Troemper                       | Hauptgürtel              |
| (21001) Trogrlic                       | Marsbahnkreuzer          |
| (205698) Troiani                       | Marsbahnkreuzer          |
| (1208) Troilus                         | Jupiter-Trojaner         |
| (3912) Troja                           | Hauptgürtel              |
| (4990) Trombka                         | Hauptgürtel              |
| (149968) Trondal                       | Hauptgürtel              |
| (18281) Tros                           | Jupiter-Trojaner         |
| (17776) Troska                         | Hauptgürtel              |
| (3702) Trubetskaya                     | Hauptgürtel              |
| (19441) Trucpham                       | Hauptgürtel              |
| (21753) Trudel                         | Hauptgürtel              |
| (22900) Trudie                         | Hauptgürtel              |
| (323552) Trudybell                     | Hauptgürtel              |
| (28666) Trudygessler                   | Hauptgürtel              |
| (15522) Trueblood                      | Hauptgürtel              |
| (90446) Truesdell                      | Hauptgürtel              |
| (12101) Trujillo                       | Hauptgürtel              |
| (17969) Truong                         | Hauptgürtel              |
| (1408) Trusanda                        | Hauptgürtel              |
| (25483) Trusheim                       | Hauptgürtel              |
| (6691) Trussoni                        | Hauptgürtel              |
| (249521) Truth                         | Hauptgürtel              |
| (14988) Tryggvason                     | Hauptgürtel              |
| (2240) Tsai                            | Hauptgürtel              |
| (3388) Tsanghinchi                     | Hauptgürtel              |
| (6113) Tsap                            | Hauptgürtel              |
| (24199) Tsarevsky                      | Hauptgürtel              |
| (402920) Tsawout                       | Hauptgürtel              |
| (175410) Tsayweanshun                  | Hauptgürtel              |
| (99861) Tscharnuter                    | Hauptgürtel              |
| (29881) Tschopp                        | Hauptgürtel              |
| (2111) Tselina                         | Hauptgürtel              |
| (5460) Tsénaat’a’í                     | Hauptgürtel              |
| (25607) Tsengiching                    | Hauptgürtel              |
| (18284) Tsereteli                      | Marsbahnkreuzer          |
| (2498) Tsesevich                       | Hauptgürtel              |
| (32613) Tseyuenman                     | Hauptgürtel              |
| (4105) Tsia                            | Hauptgürtel              |
| (21775) Tsiganis                       | Hauptgürtel              |
| (16982) Tsinghua                       | Hauptgürtel              |
| (1590) Tsiolkovskaja                   | Hauptgürtel              |
| (65637) Tsniimash                      | Hauptgürtel              |
| (2740) Tsoj                            | Hauptgürtel              |
| (175586) Tsou                          | Hauptgürtel              |
| (126888) Tspitzer                      | Hauptgürtel              |
| (8560) Tsubaki                         | Hauptgürtel              |
| (6211) Tsubame                         | Hauptgürtel              |
| (4845) Tsubetsu                        | Hauptgürtel              |
| (10884) Tsuboimasaki                   | Hauptgürtel              |
| (7139) Tsubokawa                       | Hauptgürtel              |
| (8044) Tsuchiyama                      | Hauptgürtel              |
| (79254) Tsuda                          | Hauptgürtel              |
| (23258) Tsuihark                       | Hauptgürtel              |
| (25047) Tsuitehsin                     | Hauptgürtel              |
| (8314) Tsuji                           | Hauptgürtel              |
| (14504) Tsujimura                      | Hauptgürtel              |
| (11579) Tsujitsuka                     | Hauptgürtel              |
| (8156) Tsukada                         | Hauptgürtel              |
| (9256) Tsukamoto                       | Hauptgürtel              |
| (309227) Tsukiko                       | Hauptgürtel              |
| (13918) Tsukinada                      | Hauptgürtel              |
| (6599) Tsuko                           | Hauptgürtel              |
| (7788) Tsukuba                         | Hauptgürtel              |
| (10412) Tsukuyomi                      | Hauptgürtel              |
| (7443) Tsumura                         | Hauptgürtel              |
| (22914) Tsunanmachi                    | Hauptgürtel              |
| (8543) Tsunemi                         | Hauptgürtel              |
| (4402) Tsunemori                       | Hauptgürtel              |
| (11514) Tsunenaga                      | Hauptgürtel              |
| (17563) Tsuneyoshi                     | Hauptgürtel              |
| (4097) Tsurugisan                      | Hauptgürtel              |
| (5215) Tsurui                          | Hauptgürtel              |
| (10744) Tsuruta                        | Hauptgürtel              |
| (23950) Tsusakamoto                    | Hauptgürtel              |
| (7713) Tsutomu                         | Hauptgürtel              |
| (6023) Tsuyashima                      | Hauptgürtel              |
| (23819) Tsuyoshi                       | Hauptgürtel              |
| (2770) Tsvet                           | Hauptgürtel              |
| (3511) Tsvetaeva                       | Hauptgürtel              |
| (10729) Tsvetkova                      | Hauptgürtel              |
| (24605) Tsykalyuk                      | Hauptgürtel              |
| (8867) Tubbiolo                        | Hauptgürtel              |
| (1481) Tübingia                        | Hauptgürtel              |
| (241528) Tubman                        | Hauptgürtel              |
| (2013) Tucapel                         | Hauptgürtel              |
| (3803) Tuchkova                        | Hauptgürtel              |
| (12401) Tucholsky                      | Hauptgürtel              |
| (10914) Tucker                         | Hauptgürtel              |
| (1038) Tuckia                          | Hauptgürtel              |
| (2224) Tucson                          | Hauptgürtel              |
| (1323) Tugela                          | Hauptgürtel              |
| (8343) Tugendhat                       | Hauptgürtel              |
| (12711) Tukmit                         | Apollo-Typ               |
| (8985) Tula                            | Hauptgürtel              |
| (9146) Tulikov                         | Hauptgürtel              |
| (1095) Tulipa                          | Hauptgürtel              |
| (15869) Tullius                        | Hauptgürtel              |
| (18949) Tumaneng                       | Hauptgürtel              |
| (3614) Tumilty                         | Hauptgürtel              |
| (7871) Tunder                          | Hauptgürtel              |
| (5471) Tunguska                        | Hauptgürtel              |
| (1070) Tunica                          | Hauptgürtel              |
| (6362) Tunis                           | Hauptgürtel              |
| (13994) Tuominen                       | Hauptgürtel              |
| (1425) Tuorla                          | Hauptgürtel              |
| (12704) Tupolev                        | Hauptgürtel              |
| (530) Turandot                         | Hauptgürtel              |
| (23402) Turchina                       | Hauptgürtel              |
| (3323) Turgenev                        | Hauptgürtel              |
| (10089) Turgot                         | Hauptgürtel              |
| (10204) Turing                         | Hauptgürtel              |
| (2584) Turkmenia                       | Hauptgürtel              |
| (1496) Turku                           | Hauptgürtel              |
| (7863) Turnbull                        | Hauptgürtel              |
| (1186) Turnera                         | Hauptgürtel              |
| (12860) Turney                         | Hauptgürtel              |
| (4054) Turnov                          | Hauptgürtel              |
| (33334) Turon                          | Hauptgürtel              |
| (81971) Turonclavere                   | Hauptgürtel              |
| (6229) Tursachan                       | Hauptgürtel              |
| (12053) Turtlestar                     | Hauptgürtel              |
| (14486) Tuscia                         | Hauptgürtel              |
| (10269) Tusi                           | Hauptgürtel              |
| (4848) Tutenchamun                     | Hauptgürtel              |
| (10721) Tuterov                        | Hauptgürtel              |
| (4846) Tuthmosis                       | Hauptgürtel              |
| (14989) Tutte                          | Hauptgürtel              |
| (5036) Tuttle                          | Hauptgürtel              |
| (266711) Tuttlingen                    | Hauptgürtel              |
| (2716) Tuulikki                        | Hauptgürtel              |
| (2610) Tuva                            | Hauptgürtel              |
| (11829) Tuvikene                       | Hauptgürtel              |
| (31230) Tuyouyou                       | Hauptgürtel              |
| (3261) Tvardovskij                     | Hauptgürtel              |
| (7771) Tvären                          | Hauptgürtel              |
| (21754) Tvaruzkova                     | Hauptgürtel              |
| (2491) Tvashtri                        | Hauptgürtel              |
| (22791) Twarog                         | Hauptgürtel              |
| (9387) Tweedledee                      | Hauptgürtel              |
| (17681) Tweedledum                     | Hauptgürtel              |
| (117586) Twilatho                      | Hauptgürtel              |
| (5500) Twilley                         | Hauptgürtel              |
| (23068) Tyagi                          | Hauptgürtel              |
| (306479) Tyburhoe                      | Hauptgürtel              |
| (258) Tyche                            | Hauptgürtel              |
| (1677) Tycho Brahe                     | Hauptgürtel              |
| (20952) Tydeus                         | Jupiter-Trojaner         |
| (18786) Tyjorgenson                    | Hauptgürtel              |
| (21970) Tyle                           | Hauptgürtel              |
| (28451) Tylerhoward                    | Hauptgürtel              |
| (4933) Tylerlinder                     | Hauptgürtel              |
| (21677) Tylerlyon                      | Hauptgürtel              |
| (253536) Tymchenko                     | Hauptgürtel              |
| (22451) Tymothycoons                   | Hauptgürtel              |
| (22694) Tyndall                        | Hauptgürtel              |
| (8125) Tyndareus                       | Jupiter-Trojaner         |
| (1055) Tynka                           | Hauptgürtel              |
| (14537) Týn nad Vltavou                | Hauptgürtel              |
| (42355) Typhon                         | Transneptunisches Objekt |
| (4092) Tyr                             | Hauptgürtel              |
| (9951) Tyrannosaurus                   | Hauptgürtel              |
| (13123) Tyson                          | Hauptgürtel              |
| (19130) Tytgat                         | Hauptgürtel              |
| (2120) Tyumenia                        | Hauptgürtel              |
| (9927) Tyutchev                        | Hauptgürtel              |
| (207901) Tzecmaun                      | Hauptgürtel              |
| (192208) Tzu Chi                       | Hauptgürtel              |